# Parot (serie de televisión)
Parot es una serie de televisión española de género policíaco original de Onza, Viacom CBS y Televisión Española. Escrita por Pilar Nadal, también creadora, la serie está basada en la anulación de la Doctrina Parot en España en 2013. La serie se estrena el 28 de mayo de 2021 en Amazon Prime Video. En TVE, se emitió del 23 de junio de 2022 a 21 de julio de 2022.
La banda sonora de la serie cuenta con doce temas originales compuestos por Vanessa Garde y la colaboración de la banda Atomic Lemons, apareciendo en el noveno episodio interpretando Camaleón y El Mundo Today.
El 16 de noviembre de 2023 Prime Video anunció la producción de un spin-off de la serie por parte de la productora Onza, ahora en solitario. Titulado Perverso, estará protagonizado por Iván Massagué retomando el papel de Julián López de Haro junto a Kira Miró y Esmeralda Pimentel.

## Sinopsis
Tras la anulación de la doctrina Parot en España en 2013, más de 100 presos consiguieron la excarcelación. Sin embargo, a medida que pasan los días, los presos excarcelados van apareciendo asesinados de la misma forma en que lo fueron sus víctimas, por lo que la policía Isabel Mora intentará por todos los medios atrapar al asesino.

## Reparto
- Adriana Ugarte como Isabel Mora
- Javier Albalá como Jorge Nieto
- Iván Massagué como Julián López de Haro
- Blanca Portillo como Andrea Llanes
- Patricia Vico como Ana Hurtado
- Michel Brown como Plaza
- Nicole Wallace como Sol Mora
- Antonio Dechent como El Comisario
- Marcos Marín como Abaño
- Rodrigo Poisón como Perea
- Nacho Fresneda como Patas
- Max Mariegues como Basauri
- Alex Hafner como Marc
- Juan Gea como padre de Julián
- Sara Jiménez como Elena

## Episodios y audiencias
| Temporada | Temporada | Episodios | Estreno             | Final               | Audiencia media | Audiencia media | Audiencia media |
| Temporada | Temporada | Episodios | Estreno             | Final               | Espectadores    | Cuota           |                 |
| --------- | --------- | --------- | ------------------- | ------------------- | --------------- | --------------- | --------------- |
|           | 1         | 10        | 23 de junio de 2022 | 21 de julio de 2022 | 582 000         | 6,0%            |                 |

## Capítulos
| N.º | Título             | Dirigido por    | Escrito por                                                           | Fecha de estreno en La1 | Fecha de estreno en Amazon Prime Video | Audiencia en La1 |
| --- | ------------------ | --------------- | --------------------------------------------------------------------- | ----------------------- | -------------------------------------- | ---------------- |
| 1   | «La excarcelación» | Gustavo Ron     | Pilar Nadal, Alonso Laporta, Luis Murillo Arias y Luis Murillo Moreno | 23 de junio de 2022     | 28 de mayo de 2021                     | 754 000 (6,9%)   |
| 2   | «Otra vez juntos»  | Gustavo Ron     | Pilar Nadal y Alonso Laporta                                          | 23 de junio de 2022     | 28 de mayo de 2021                     | 722 000 (8,4%)   |
| 3   | «Carnaval»         | Rafa Montesinos | Pilar Nadal, Alonso Laporta, Luis Murillo Arias y Luis Murillo Moreno | 30 de junio de 2022     | 28 de mayo de 2021                     | 576 000 (4,8%)   |
| 4   | «El traslado»      | Rafa Montesinos | Pilar Nadal, Alonso Laporta, Olga Salvador y Mauricio Romero          | 30 de junio de 2022     | 28 de mayo de 2021                     | 539 000 (6,2%)   |
| 5   | «Protestas»        | Gustavo Ron     | Pilar Nadal y Alonso Laporta                                          | 7 de julio de 2022      | 28 de mayo de 2021                     | 656 000 (5,7%)   |
| 6   | «El zoo»           | Rafa Montesinos | Pilar Nadal, Mauricio Romero y Olga Salvador                          | 7 de julio de 2022      | 28 de mayo de 2021                     | 531 000 (6,3%)   |
| 7   | «La entrevista»    | Gustavo Ron     | Pilar Nadal y Alonso Laporta                                          | 14 de julio de 2022     | 28 de mayo de 2021                     | 565 000 (5,1%)   |
| 8   | «El hayedo»        | Rafa Montesinos | Pilar Nadal, Mauricio Romero y Olga Salvador                          | 21 de julio de 2022     | 28 de mayo de 2021                     | 499 000 (4,6%)   |
| 9   | «Festival»         | Gustavo Ron     | Pilar Nadal, Alonso Laporta, Luis Murillo Arias y Luis Murillo Moreno | 21 de julio de 2022     | 28 de mayo de 2021                     | 529 000 (5,5%)   |
| 10  | «Una foto contigo» | Rafa Montesinos | Pilar Nadal, Olga Salvador, Mauricio Romero y Alonso Laporta          | 21 de julio de 2022     | 28 de mayo de 2021                     | 446 000 (6,5%)   |